# گوژپشت نتردام (فیلم ۱۹۸۶)
«گوژپشت نتردام» (انگلیسی: The Hunchback of Notre Dame (1986 film)) یک فیلم است که در سال ۱۹۸۶ منتشر شد.